# Abbaye de la Boulaye
L'abbaye de la Boulaye est une ancienne abbaye cistercienne située sur l'actuelle commune de Condé-sur-Vire, dans la Manche. Elle fut fondée en 1134 par des moines de l'abbaye d'Aunay. Transférée en 1308 à Torigny, il ne reste après cette date qu'un simple prieuré, très modeste, détruit lors de la Révolution française.

## Histoire

### Fondation
L'abbaye de la Boulaye est fondée en 1134 ou 1135, par Robert de Saint-Remi. Le premier abbé se nomme Jean de La Boulaye.

### Transfert à Thorigny
Le chanoine Robert Le Fèvre, archidiacre de Coutances, choisit entre 1305 et 1308 de transférer l'abbaye dans un nouveau site, dans la commune actuelle de Torigni-sur-Vire. L'abbaye prend alors le nom de Torigny.